# Chrysoperla exotera
Chrysoperla exotera is een insect uit de familie van de gaasvliegen (Chrysopidae), die tot de orde netvleugeligen (Neuroptera) behoort. 
Chrysoperla exotera is voor het eerst wetenschappelijk beschreven door Navás in 1914.